# Срібні кадри
«Срібні кадри» (ісп. Fotogramas de Plata) — іспанська кінематографічна, театральна та телевізійна нагорода, яку щорічно присуджує кінематографічний часопис Fotogramas за результатами голосування його читачів.

## Історія і опис
Перша церемонія нагородження премією відбулася 5 лютого 1951 року в кінотеатрі Барселони Alexandra. Спочатку премія мала назву Placas San Juan Bosco.
Категорії премії не змінювалися понад шістдесят років, як і процедура відбору та кількість кандидатів, які не розрізнялися до 1982 року між чоловічої та жіночою роботою в кіно, на телебаченні (до 1990 року) і до 1996 року в театрі.
З 2012 року нагороди «Золото TP», які присуджувало з 1972 року видання Teleprograma (TP) були інтегровані в премію Срібні кадри.

## Діючі категорії
- Премія за життєвий внесок (Toda una vida)
- Найкращий іспанський фільм (La mejor película española)
- Найкращий іноземний фільм (La mejor película extranjera)
- Найкраща кіноакторка (La mejor actriz de cine)
- Найкращий кіноактор (Al mejor actor de cine)
- Найкраща акторка телебачення (La mejor actriz de televisión)
- Найкращий актор телебачення (Al mejor actor de televisión)
- Найкраща театральна акторка (La mejor actriz de teatro)
- Найкращий театральний актор (Al mejor actor de teatro)

### Скасовані категорії
- Найкращий виконавець іспанського кіно (Al mejor intérprete de cine español) (1950-1981)
- Найкращий виконавець зарубіжного кіно (Al mejor intérprete de cine extranjero) (1959-1981)
- Найкращий телевізійний виконавець (Al mejor intérprete de televisión) (1965-1989)
- Найкраща театральна робота (La mejor labor teatral) (1972-1995)
- Найкраща музична діяльність (La mejor actividad musical) (1970-1981)